# Wierzbowczyk
Wierzbowczyk (ukr. Вербівчик) – wieś na Ukrainie w rejonie złoczowskim należącym do obwodu lwowskiego.
Do 2020 w rejonie brodzkim. 

## Położenie
Na podstawie Słownika geograficznego Królestwa Polskiego i innych krajów słowiańskich: Wierzbowczyk to wieś w powiecie brodzkim, 30 km na południowy wschód od Brodów, 10 km na północny zachód od sądu powiatowego w Załoźcach.